# 自由フランス軍

自由フランス旗。中央にロレーヌ十字をあしらう

自由フランス軍（じゆうフランスぐん、フランス語: Forces Françaises Libre, FFL）は、自由フランスの軍事組織。フランス・メトロポリテーヌの陥落後、ドイツ軍に対して抵抗を続けた。

## 定義
1940年6月の独仏戦の休戦以後、枢軸国軍と戦ったあらゆるフランスの個人や集団を代表する存在である。
シャルル・ド・ゴールが指導者という理解は間違いではないが、初期は志願者がロンドンで設立された自由フランス政府の下にある軍事組織、すなわち自由フランス軍にまとめられただけの寄り合い所帯だった。ド・ゴールが中心的存在になるのはむしろフランス本国でのレジスタンスが活発化し、1942年のトーチ作戦で北アフリカの植民地軍も合流し、1943年にアルジェリアでフランス国民解放委員会（CFLN、のちフランス共和国臨時政府）が結成されてからの話である。
第二次世界大戦後、自由フランス軍に関する議論を解決するため、フランス政府は公式定義を出した。「1953年7月首相布告」により1940年仏独休戦から1943年8月1日までに参加した人物は自由フランス軍の構成員とみなされた。1943年7月以降の自由フランス軍は「解放軍」と指定される。
本記事では歴史的連続性を理解しやすくするため1943年以降も含める。だが、人員・組織が第二次世界大戦後のフランス軍につながってはいるものの、自由フランス軍がドイツ・イタリアの占領軍と戦った唯一の勢力ではない、という事実には留意が必要である。

## 歴史
1940年の仏独戦でフランス軍は圧倒され続け（ナチス・ドイツのフランス侵攻）ついに6月、ドイツ、イタリアに降伏するに至る（独仏休戦協定）。第一次世界大戦の悲惨な犠牲の再来を恐れたフランス世論は戦意喪失に陥ったが、イギリスに脱出していたド・ゴール、フランス本土にいたポール・レノーら一部の者は徹底抗戦を主張した。6月18日、ド・ゴールはBBCのラジオ放送を通じてフランス国民に抵抗を呼びかけた。この放送はこの時点ではさほど注目されなかったが、声明が紙媒体の形で出回ると、やがてレジスタンスの旗揚げの歴史的な宣言という扱いを受けるようになった。
フランス本土では6月16日、フィリップ・ペタン首相が枢軸国との交渉を開始した。しかし6月25日にペタンは休戦合意に署名し、以後ヴィシー政権の成立をみる。
抵抗を訴えるド・ゴールにはヴィシー政権による欠席裁判で死刑宣告が言い渡された。だが、ド・ゴールはヴィシー政権成立前、第三共和制最後のレノー政権の閣僚でもあり、ペタンの政府とド・ゴールの政府どちらがフランスの正統政府なのか、という問題は議論の余地がある。

## 組織
自由フランス軍の将兵の多くはフランス本土出身ではないフランス人たちだった。約65％が西アフリカ（主にセネガル）の徴集兵であった。他にはフランス外人部隊、モロッコ人、アルジェリア人、タヒチからも集められていた。このため、1944年までパリを見たことのない者が多かったという。
1940年の対独戦では、セネガル人は約17,000人が戦死し多くが捕虜となっていた。白人だけで師団を編制することは困難であり、戦うためには西アフリカからの徴集兵が不可欠であった。また第2機甲師団は黒人で編成される部隊が25%に及んでいた。
1940年の対独戦終了時点で、イギリスにはフランスを脱出した海軍と空軍、それにダンケルクとノルウェーから撤退した陸軍の残余がいたが、休戦を成立させたヴィシー政権に忠誠を誓った者もいたため、この全てが自由フランスに合流したわけではなかった。自由フランスはまず自らの存在をフランス国民と連合国軍に認めさせることが必要であり、その第一歩としてまず領土の確保、具体的にはヴィシー政権軍の守りが手薄なアフリカ植民地の占領を最初の行動目標とすることになった。

### ロレーヌ十字
ジョルジュ・ティエリ・ダルジャンリューはロレーヌ十字を自由フランス軍のシンボルとして採用することを進言した。
エミール・ミュズリー提督率いる艦隊は、ロレーヌ十字をあしらった軍旗を使用し始める。1940年7月末までに約7,000人が自由フランス軍に志願した。
このころの自由フランス海軍はイギリス海軍の補助的任務に応じ、艦艇50隻と人員3,700人が活動していた。

### メルセルケビール
イギリス首相ウィンストン・チャーチルは態度不明なヴィシー政権が艦隊をドイツ軍に引き渡す危険があると考え、フランス艦隊を攻撃した。この攻撃の結果、多くのフランス人がイギリスに嫌悪感を示すようになり自由フランスへの志願を思いとどまるものが増えた。

## 植民地確保の戦い
休戦後、アフリカ植民地ではカメルーンとフランス領赤道アフリカ（ガボンを除く）が自由フランスに加わった。
1940年7月から11月まで西アフリカ作戦においてヴィシー政権派の部隊と交戦する。だがダカール沖海戦を含む一連の戦いで自由フランスは撃退され、西アフリカ植民地はヴィシー政権に忠誠を誓ったままとなる。
アジア太平洋地域ではニューカレドニアとフランス領ポリネシアおよびニューヘブリディーズ諸島がのちに加わる。フランス領インドシナは名目上はヴィシー政権の支配下とされたが1940年から41年にかけて日本に占領（仏印進駐）され、1945年春には完全に制圧（明号作戦）され、以後日本の敗戦までそのままとなった。
北アメリカでは、サンピエール島・ミクロン島が1941年12月24日に自由フランス海軍のコルベット3隻および大型潜水艦「スルクフ」を含む艦隊の圧力により自由フランスに加わる。
1941年、エチオピアとエリトリアなどのアフリカの角で、イタリア軍と交戦する。
その後、レバント方面に向かいフランス委任統治領シリア（現在のシリア・レバノン）でイギリス軍などとともにヴィシー政権軍を攻撃。同年7月12日に成立した停戦協定をもってアンリ・デンツ将軍率いるヴィシー政権軍に勝利したが、捕虜の多くはフランス本土への帰国を希望した。カトルー将軍がレバント高等弁務官に任命される。
1942年6月、北アフリカ戦線ではケーニグ将軍率いる外人部隊を含めた第1自由フランス旅団がビル・ハケイムの戦いで敢闘の末撤退する。同年11月には連合国軍の上陸作戦（トーチ作戦）が実施され、フランソワ・ダルラン元帥率いる現地のヴィシー軍はほぼ全てが降伏しアンリ・ジロー将軍率いる自由フランス軍と合流した。一時はダルランがアフリカ植民地全域を支配し、自由フランスの主導権も握りかねない情勢だったが、12月にダルランが暗殺されると権力はジロー、そしてド・ゴールへと移っていった。
1942年後半のマダガスカルの戦いののち、ルージョンティオム将軍がマダガスカル高等弁務官に任命される。12月28日にフランス領ソマリランド（ジブチ）のヴィシー政権軍が降伏する。
西インド諸島（フランス領ギアナも同様）のグアドループとマルティニークは、1943年に自由フランスに加わる。これにより1940年以来同地に抑留されていた空母「ベアルン」以下の艦艇が自由フランス海軍に加わった。
1943年11月にイギリスから兵器供与をうけて8個師団の再編成を開始、これにより従来の自由フランス軍と旧ヴィシー政権軍が合併される。
1943年にフィリップ・ルクレール大佐とカミーユ・ドルナノ中佐はチャドから16,500人の部隊を率いて南リビアのイタリア軍を攻撃しフェザーンにあるクフラを占領した。
1943年秋からはイタリア戦線にも参加。イタリア降伏後の混乱をついて10月にはコルシカ島を奪還した。

### 自由フランス海軍
自由フランス海軍は、エミール・ミュズリー提督の下で世界中の海で戦った。結成当初は小さな戦力だったが、連合国勢力圏と海外植民地に分散したフランス艦艇をまとめ上げ、連合国軍から提供された艦艇（「ラ・コンバタント」など）も加えて徐々に規模を拡大させていった。大きな艦隊戦こそ経験せず、護衛・哨戒と上陸作戦の火力支援という地味な活動が多かったが、初陣となったダカール沖海戦以来、自由フランスの反攻作戦を支え続けた功労者である。対するヴィシー政権の海軍が1942年末までにほぼ戦力を喪失したため、1943年以降は「フランス海軍」とほぼ同義の存在となったが、この間のフランスの複雑な政治情勢を反映して「リシュリュー」級戦艦のように双方の海軍に所属して戦ったことのある艦艇もある。

### 自由フランス空軍
フランスから逃れたパイロットと航空機を主体に、南アメリカ諸国（ウルグアイやアルゼンチン、チリなど）からの志願者で戦力を補強しつつ戦った。いくつかの飛行隊はイギリス空軍とともに活動もした。主な活動地域は地中海と英仏海峡（バトル・オブ・ブリテン）。大戦後半になるにつれイギリス製やアメリカ製の航空機に戦力が置き換えられていった。
有名なパイロットとしては33機撃墜のフランス軍トップエース、クロステルマンや『星の王子さま』の作者、サン＝テグジュペリが挙げられる。

## フランス本国の解放
1944年6月、ノルマンディー上陸作戦に自由フランス海軍の艦艇が参加。自由フランス陸軍も追って上陸したが、部隊はほぼ全ての装備が米英軍からの供与品で、米軍の指揮下で連合国軍の補助部隊のような扱いを受けていた。しかし8月19日にドイツ占領下のパリでレジスタンスが蜂起すると、ド・ゴールは敗走するドイツ軍の追撃を優先したいアイゼンハワーの意図とは別に、虎の子、ルクレールの第2装甲師団をパリへ急行させ、8月25日にパリ解放を成し遂げた。なおパリのドイツ軍指揮官、フォン・コルティッツ将軍の降伏を受けたのは植民地人、チャド連隊のアンリ・カルシェ中尉だった。
自由フランス軍が国内外のあらゆる勢力に先んじてパリ解放を成功させたことで、ド・ゴールが戦後フランスの主導権を握ることが確定した。しかし一方で、自由フランスとは違う政治路線のレジスタンス各派の功績が、戦後フランスでなかなか認識・評価されない事態も招いた。
1944年9月、自由フランス軍は南フランスにも上陸。レジスタンスが合流したこともあって、自由フランス軍は560,000人規模となっていた。この数は年末までに100万人規模、1945年5月には130万人に達した。この間フランス軍はアルザス、アルプス山脈およびブルターニュ地方で戦い、ドイツ本土とベルリンの分割占領にも参加した。
1945年にはインドシナの奪還も予定されており、連合国の一員として7個歩兵師団・3個機甲師団を太平洋方面に派遣する計画だったが、その前に戦争が終わった。なお自由フランス海軍の一部は極東の連合国軍艦隊に加わって活動しており、9月2日の日本降伏にも立ち会っている。

## 1945年5月8日時点の編制

### 軍
- 第1軍
- 大西洋支隊
- アルプス支隊

### 軍団
- 第1軍団
- 第2軍団
- 第3軍団

- 第9植民地歩兵師団
- 第27アルプス歩兵師団
- 第1機甲師団
- 第2機甲師団
- 第3機甲師団
- 第5機甲師団
- 第1歩兵師団
- 第10歩兵師団
- 第14歩兵師団
- 第19歩兵師団
- 第23歩兵師団
- 第25歩兵師団
- 第36歩兵師団
- 第1極東植民地師団
- 第2極東植民地師団
- SAS自由フランス第2大隊
- SAS自由フランス第3大隊
- SAS自由フランス第4大隊

## 参加した人物
- ドミトリー・アミラクヴァリ
- ジョルジュ・ティエリ・ダルジャンリュー
- ジョセフィン・ベーカー
- ジョルジュ・ビドー
- ピエール・ビヨット
- ピエール・クロステルマン
- ピエール・ブルゴアン
- クロード・エティール・ド・ボアスランベール
- ルネ・カサン
- ジョルジュ・カトルー
- ジョフロア・ショードロン・ド・クールセル
- エーヴ・キュリー
- スザンヌ・ダビ・アル
- アンドレ・ドゥワブラン
- フェリックス・エブエ
- ルネ・イシ
- ジャン・ギャバン
- シャルル・ド・ゴール
- ジョゼフ・ケッセル
- マリー＝ピエール・ケーニグ
- エドガー・ド・ラルミナ
- ピエール＝オリヴィエ・ラピー
- フィリップ・ルクレール
- ポール・ルージョンティオム
- ピエール・マリアンヌ
- アンナ・マリー
- ピエール・マンデス＝フランス
- ピエール・メスメル
- ジャン・ムーラン
- エミール・ミュズリー
- ガストン・パレフスキー
- ルネ・プレヴァン
- ガブリエル・ブリュネ・ド・セリニー
- モーリス・シューマン
- トレスカ・トーレス
- スーザン・トラバース
- マルティン・ヴァラン
- ラウル・マグラン＝ヴェルナリー
- ベン・ベラ - アルジェリア大統領
- ジャン＝ベデル・ボカサ - 中央アフリカ帝国皇帝

- アントワーヌ・ベトアー
- ジャン・ルネ・シャンピオン
- アントワーヌ・ド・サン＝テグジュペリ
- アルフォンス・ジュアン
- マルセル・マルソー
- ジョゼフ・ド・ゴワスラール・ド・モンサベール
- フランツ・ファノン

## 関連作品
- 史上最大の作戦…ノルマンディー上陸作戦の際、艦砲射撃をする連合国軍艦隊に自由フランス海軍も加わっていたことが描かれている。
- パリは燃えているか？…映画では当時の映像も交えつつ、パリ解放で自由フランス軍が果たした役割が強調されている。